# Un (album)
Un to pochodzący z 2004 roku album brytyjskiej anarchopunkowej grupy Chumbawamba. Płyta utrzymana jest w etniczno-folkowych klimatach.

## Lista utworów
1. The Wizard of Menlo Park – 3:41
2. Just Desserts – 4:01
3. On eBay – 3:47
4. Everything You Know is Wrong – 5:08
5. Be With You – 3:27
6. When Fine Society Sits Down to Dine – 5:31
7. A Man Walks Into a Bar – 4:00
8. Buy Nothing Day – 3:48
9. Following You – 2:48
10. We Don't Want to Sing Along – 3:17
11. I Did It for Alfie – 2:40
12. Rebel Code – 3:28